# برنر (ویرجینیای غربی)
برنر (به انگلیسی: Burner) یک منطقهٔ مسکونی در ایالات متحده آمریکا است که در شهرستان پوکاهانتس، ویرجینیای غربی واقع شده‌است. برنر ۸۸۹٫۱۱ متر بالاتر از سطح دریا واقع شده‌است.